# Denis Popović
Denis Popović (ur. 15 października 1989 w Celje) – słoweński piłkarz grający na pozycji pomocnika w klubie NK Celje.

## Kariera klubowa
Wychowanek NK Celje, w trakcie swojej kariery grał także w takich zespołach, jak NK Šentjur, FC Koper, Panthrakikos, GKS Tychy, Olimpia Grudziądz, Wisła Kraków, FK Orenburg, Krylja Sowietow Samara i Anorthosis Famagusta.

## Kariera reprezentacyjna
Pierwsze powołanie do seniorskiej kadry otrzymał w czerwcu 2019 roku na mecze eliminacyjne do Mistrzostw Europy 2020 z Austrią i Łotwą. W kadrze zadebiutował 7 czerwca 2019, zmieniając w 63 minucie Jakę Bijola w przegranym 1:0 spotkaniu z Austrią.

## Sukcesy

### Klubowe
NK Celje
- mistrzostwo Słowenii (1×):  2023/24